# Jugendbilder
Jugendbilder is een compositie van Christian Sinding. Het zijn volgens de muziekuitgeverij “Mittelschwere Klavierstücke”. Het werk pas in het rijtje werkjes voor piano solo van de componist. Het stuk bevat tien deeltjes met wat romantische titels:
1. Kleine Serenade (allegretto) (F majeur)
2. Frage (con moto) (C majeur)
3. Traurige Mähr (andante con moto) (d mineur)
4. Unruhe (agitato) (a mineur)
5. Scherzino (allegro) (C majeur)
6. Des Abends (andante) (F majeur)
7. Humoreske (allegro) (E majeur)
8. Morgenfrische (vivace) (As majeur
9. Walzer (con sentimento) (es mineur)
10. Feier (alla marcia) (E majeur)

Alf Klingenberg was een Noors pianist en componist, die in 1912 het DGK Institute of Musical Art zou oprichten in Rochester (New York), de voorloper van Eastman School of Music.